# 平通镇
平通镇，是中华人民共和国四川省绵阳市平武县曾经下辖的一个镇。2019年12月，撤销平南羌族乡和平通镇，设立平通羌族乡。

## 行政区划
平通镇撤销前下辖以下地区：
平通社区、石坝村、桅杆村、棉角村、牛飞村、椒子山村、益泉村、新园村、易阳村、大松村、三溪村、拱桥村、明阳村、桥坝村、团碑村和大坝村。